# Take My Wife, Sleaze
Take My Wife, Sleaze, llamado Llévate a mi mujer, sinvergüenza en España y Llévate a mi esposa en Hispanoamérica, es un episodio perteneciente a la temporada N°11 de la serie animada Los Simpson, estrenado en Estados Unidos por la cadena FOX el 28 de noviembre de 1999. Fue escrito por John Swartzwelder y dirigido por Neil Affleck, y la estrella invitada fue John Goodman como Meathook. En el episodio, Homer se gana una motocicleta Harley-Davidson en un concurso de baile y crea su propia pandilla de motociclistas, "The Hell's Satans".

## Sinopsis
Todo comienza cuando la familia Simpson ve un comercial de televisión donde aparece un café de los años 50, por lo que éstos van al café y les gusta. De repente, se lanza un concurso de baile de Rock'n Roll para parejas. Homer y Marge ganan el concurso. Su premio es una motocicleta Harley-Davidson. Todo parecía estar bien pero Homer no sabía manejar una motocicleta por lo que Bart lo ayuda. 
Luego de que Bart le enseña a Homer a andar en motocicleta, éste usa la motocicleta para muchas cosas (como llevar a la moto a la iglesia). Pronto, Homer mira una película de pandillas donde se le ocurre formar una banda con Moe, Lenny, Carl e incluso Ned Flanders, llamada "The Hell's Satans". La banda se mete en problemas en todo Springfield, hasta que son enfrentados por una verdadera banda de motociclistas, también llamados "Hell's Satans". 
Luego de que la verdadera banda de motociclistas llega a la casa de los Simpson, los líderes del grupo destruyen todos los muebles y demás cosas del hogar. Por fortuna, Marge limpia todo el desastre de los motociclistas, y, cuando la banda se va, se llevan a Marge. Homer va a buscarla, ingresando a muchos bares de carretera, en donde no es bien recibido ya que entra con mucho estruendo y prepotencia. Luego de asegurarse de que su esposa no está allí, decide averiguar por Marge preguntándole a la gente por ella, y finalmente la encuentra en un camping. 
Marge, mientras tanto, al ver el pésimo comportamiento de los motociclistas, les enseña buenos modales y los convence de elaborar un currículum, para así poder trabajar y dejar de robar. En un momento en que Marge acababa de enseñarles que la violencia no es siempre la respuesta, Homer llega al camping y comienza a atacar a los Hell's Satans. Éstos, desorientados, no atinan a responder, pero finalmente el jefe de la banda decide pelear con Homer.
Ya de noche, ambos hombres se enfrentan a puño limpio, pero terminan peleando con motocicletas, una contra la otra. Al principio, el líder lleva las de ganar, pero Homer termina venciéndolo. Marge se va con él de vuelta a su casa, y los Hell's Satans deciden ir a buscar trabajo con sus currículum. Homer, en el camino, entra al bar en donde había entrado prepotente, para arreglar "cuentas pendientes", pero resulta que les roba un barril de cerveza, terminando así el episodio.